# Nomioides incertus
Nomioides incertus är en biart som beskrevs av Blüthgen 1925. Nomioides incertus ingår i släktet Nomioides och familjen vägbin. Inga underarter finns listade i Catalogue of Life.